# Museum Franz Gertsch

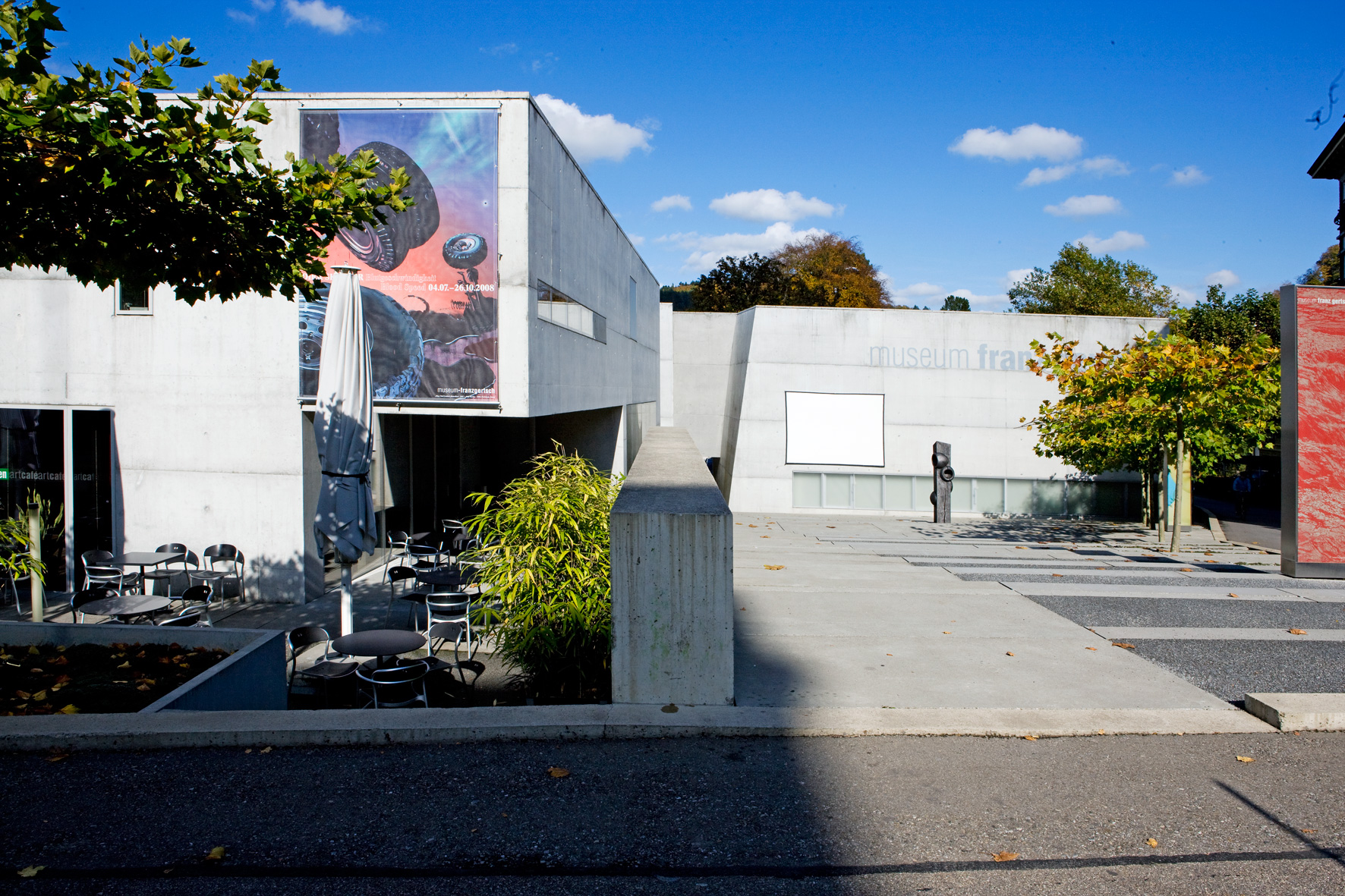
Burgdorf (Schweiz), Museum Franz Gertsch

Das Museum Franz Gertsch wurde im Herbst 2002 in Burgdorf, Schweiz eröffnet. Es ist aus privaten Mitteln finanziert und beherbergt Werke der Stiftung Willy Michel. Die ständige Sammlung mit Werken von Franz Gertsch wird regelmässig durch Sonderausstellungen ergänzt.

## Architektur
In enger Zusammenarbeit mit Franz Gertsch entwarfen die Schweizer Architekten Hansueli Jörg und Martin Sturm nach einem städtebaulichen Wettbewerb auf die ausgestellten Werke abgestimmte Ausstellungsräume. Der 2002 vollendete Museumsbau gliedert sich in zwei Sichtbetonkuben, die im rechten Winkel zueinander stehen und einen Museumsgarten umschliessen. Die Ausstellungsfläche von insgesamt knapp 1000 m2 verteilt sich auf fünf klar proportionierte und in der Materialwahl äusserst reduzierte Räume, die sich ganz in den Dienst der Werke stellen sollen. Neben den Ausstellungsräumen stehen den Besuchern auch ein artcafé und eine Video-Lounge mit einer Dokumentation über Franz Gertsch zur Verfügung.

## Sammlung
1998 fasste der Burgdorfer Industrielle Willy Michel zusammen mit Franz Gertsch den Entschluss, ein gemeinsam getragenes Museum zu bauen und einzurichten. Michel stellte die Finanzierung des gesamten Projektes sicher und gründete die nach ihm benannte stiftung willy michel, die den Grundstock der Sammlung bildet. Diese bietet in ihrer Vollständigkeit eine Konstellation, wie sie für einen Künstler von Rang wohl einzigartig ist: Sie umfasst lückenlos das Gesamtwerk von Franz Gertsch seit 1987. Im Einzelnen sind dies die Gemälde Silvia I und Gräser I–IV sowie zahlreiche Holzschnitte, darunter auch mehrere grossformatige Triptychen. Darüber hinaus ergänzt das Museum die eigenen Bestände mit Leihgaben von anderen Museen oder privaten Leihgebern und versucht, weitere Werke für die Sammlung zu erwerben.

## Wechselausstellungen
Neben dem Werk von Franz Gertsch zeigt das Museum auch regelmässig Wechselausstellungen, die ein breites Spektrum zeitgenössischer Kunst vorstellen. Weggefährten Gertschs sowie vergleichbare jüngere Positionen, aber auch gegensätzliche Annäherungen an die Wirklichkeit sind die Ausstellungsthemen. Die Schnittstelle von Malerei und Fotografie bildet einen weiteren Schwerpunkt.